# Lymphome plasmoblastique

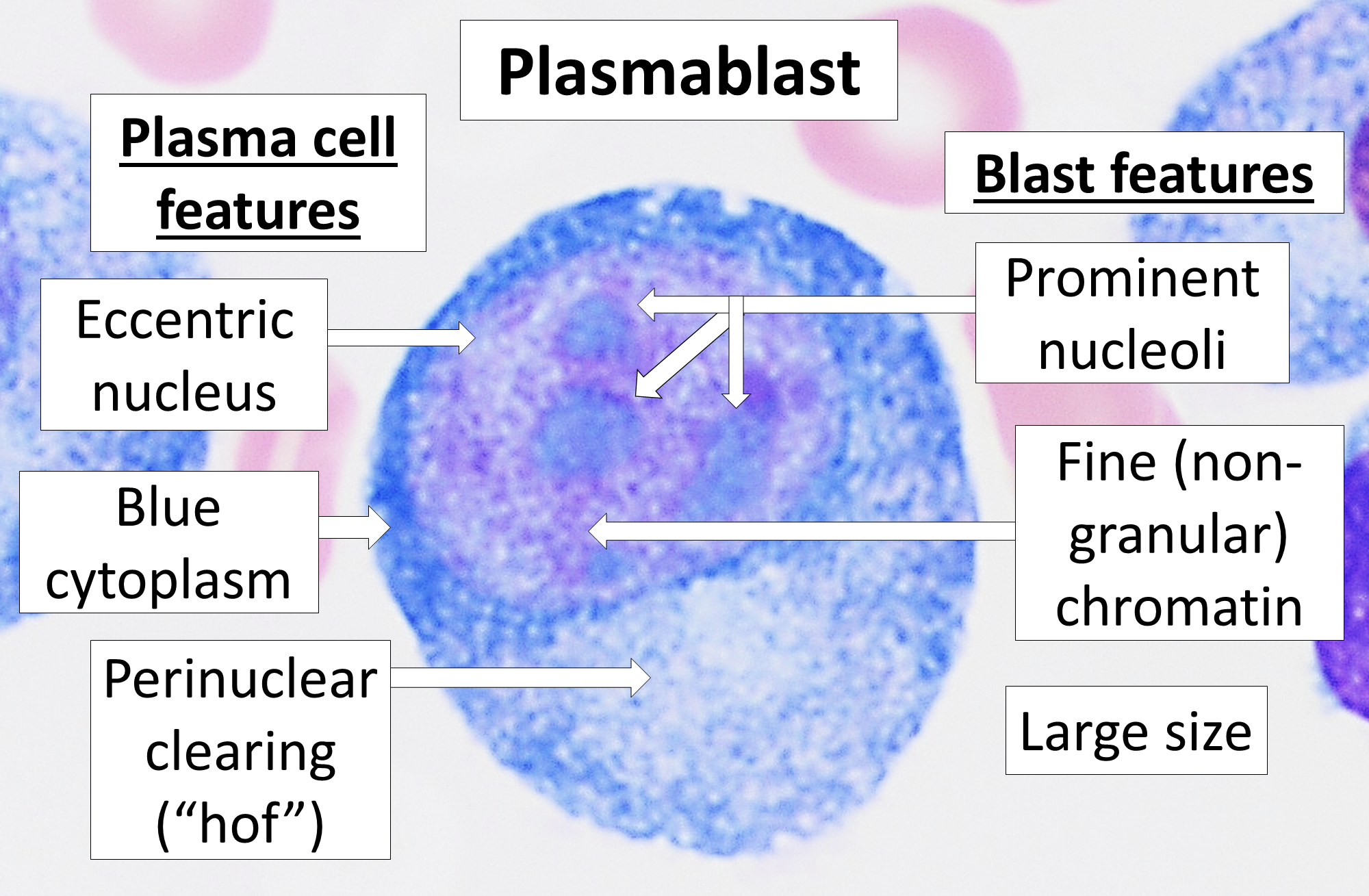
Plasmoblaste

Le lymphome plasmoblastique est un type de lymphome diffus à grandes cellules B ayant un immunophénotype particulier et atteignant préférentiellement la cavité buccale. Il a été décrit en 1997,.